# Kevin Lafrance
Kevin Lafrance (Bondy, Francia, 13 de enero de 1990) es un futbolista francés nacionalizado haitiano. Juega de defensor y se encuentra sin equipo tras abandonar el Molfetta Calcio.

## Clubes
| Club                     | País            | Año       | PJ | Goles |
| ------------------------ | --------------- | --------- | -- | ----- |
| F. K. Baník Most         | República Checa | 2007-2013 | 10 | 1     |
| Slavia Praga (cedido)    | República Checa | 2010      | 6  | 0     |
| Viktoria Žižkov (cedido) | República Checa | 2011-2012 | 15 | 2     |
| Widzew Łódź              | Polonia         | 2013-2014 | 14 | 2     |
| Miedź Legnica            | Polonia         | 2014-2015 | 27 | 0     |
| Chrobry Głogów           | Polonia         | 2016      | 9  | 3     |
| AEL Limassol             | Chipre          | 2016-2019 | 88 | 17    |
| APOEL de Nicosia         | Chipre          | 2019-2021 | 2  | 0     |
| Pafos F. C. (cedido)     | Chipre          | 2019-2020 | 17 | 1     |
| AEK Larnaca              | Chipre          | 2021      | 5  | 0     |
| Doxa Katokopias          | Chipre          | 2021      | 9  | 0     |
| Stomil Olsztyn           | Polonia         | 2022      | 12 | 0     |
| Molfetta Calcio          | Italia          | 2023      |    |       |

## Selección
| Selección          | Año   | PJ | Goles |
| ------------------ | ----- | -- | ----- |
| Selección de Haití | 2010- | 45 | 5     |

### Goles internacionales
| # | Fecha                   | Lugar                                      | Rival   | Gol | Resultado | Competición                               |
| - | ----------------------- | ------------------------------------------ | ------- | --- | --------- | ----------------------------------------- |
| 1 | 7 de septiembre de 2011 | Estadio Ergilio Hato, Willemstad, Curazao  | Curazao | 1-1 | 2 - 4     | Clasificación Mundial 2014                |
| 2 | 7 de septiembre de 2012 | Stade Sylvio Cator, Puerto Príncipe, Haití | SMT     | 6-0 | 7 -0      | Clasificación Copa Caribe 2012            |
| 3 | 7 de septiembre de 2016 | Independence Park, Kingston, Jamaica       | Jamaica | 0-1 | 0 - 2     | Clasificación Mundial 2018                |
| 4 | 10 de octubre de 2017   | Nissan Stadium, Nashville, USA             | Japón   | 2-1 | 3 - 3     | Amistoso                                  |
| 5 | 24 de marzo de 2019     | Stade Sylvio Cator, Puerto Príncipe, Haití | Cuba    | 2-1 | 2 -1      | Clasificación Liga Naciones Concacaf 2020 |

## Palmarés

### Títulos nacionales
| Título         | Club         | País   | Año  |
| -------------- | ------------ | ------ | ---- |
| Copa de Chipre | AEL Limassol | Chipre | 2019 |